# 전생에 웬수들
《전생에 웬수들》은 2017년 11월 27일부터 2018년 6월 1일까지 방영된 문화방송 일일연속극이다.

## 기획 의도
전생에 무슨 악연이길래 이리도 꼬여버렸는지 두 가족이 안고 있는 비밀과 악연의 고리를 풀고 진짜 가족으로 거듭나는 이야기를 그린 홈드라마

## 등장인물

### 주요 인물
- 최윤영 : 최고야 역 - 집안의 가장, WL 그룹 신입사원, 지석의 아내 ,지나 친딸
- 김태형 : 민지석 역 - 이혼 변호사, 고야의 남편
- 안재모 : 민은석 역 - 지석의 형, 초등학교 교사

### 최고야의 집
- 한진희 : 최태평 역 - 고야의 양아버지, 무직
- 이보희 : 우양숙 역 - 고야의 양어머니, 반찬가게 운영
- 이상아 : 최태란 역 - 태평의 여동생, 고야의 양고모
- 고나연 : 최고봉 역 - 고야의 양여동생, 피트니스 퍼스널 트레이너, 은석과 연인관계
- 박현석 : 최산들 역 - 태란의 아들, 타로텔러
- 노영민 : 최고운 역 - 고야의 양남동생, 신장병 투병 중

### 민지석의 집
- 금보라 : 오사라 역 - 지석의 어머니, 전업주부
- 이영란 : 장옥자 역 - 지석의 할머니, 쿠킹 클래스 운영
- 최수린 : 오나라 역 - 지석의 이모, 악역, 태평의 내연녀이자 전처, 플로리스트 강사
- 한갑수 : 한재웅 역 - 나라의 전 남편, 신장 전문의
- 명지연 : 조혜은 역 - 지석의 사촌누나

### 그 외 인물
- 김미혜 : 젊은 지나 역
- 이상숙 : 하지나 역 - 고야의 생모 , WL 그룹 회장
- 박동빈 : 사무장 역 - 지석의 법률사무소 사무장
- 서성광 : 권 실장 역 - 옥자의 쿠킹 클래스 실장
- 이상이 : 수경 역 - 은석의 전 부인
- 윤혜경 : 김영심 역 - WL 그룹 개발팀 팀장
- 이정서 : 이철민 역 - WL 그룹 개발팀 대리
- 민채은 : 박은진 역 - WL 그룹 개발팀 직원
- 인지선 : 카페 사장 역 (2회)
- 이윤진 : 카페 알바 역 (2회)
- 김경원 : 50대 역 (3회)
- 정온서 : 문화센터 회원 역 (3회)
- 박숙명 : 문화센터 회원 역 (3회)
- 백승우 : 직원 역 (9회)
- 윤정희 : 문화센터 회원 역 (11회)
- 강보라 : 편의점 알바 역 (11회)
- 류경현 : 남학생 역 (13회)
- 이선화 : 여학생 역 (13회)
- 정미순 : 여자 역 (16회)
- 우재화 : 오빠 역 (16회)
- 김지은 : 매니저 역 (21, 23회)
- 이미영 : 심사위원 역 (22회)
- 오승희 : 참가자 역 (22, 23회)
- 전헌태 : 김 부장 역 - WL 그룹 공모전 면접관 (26회)
- 정지원 : 정아람 역 - WL 그룹 공모전 면접 참가자 (26회)
- 진주연 : 임경선 역 - WL 그룹 공모전 면접 참가자 (26회)
- 서영실 : 학부모 역 (27회)
- 김지선 : 학부모 역 (27회)
- 양혜리 : 고봉의 친구 역 (32회)
- 박진선 : 고봉의 친구 역 (32회)
- 최나무 : 간호사 역 (32, 33회)
- 임시우 : 카페 알바 역 (35, 39회)
- 김봉란 : 환자 역 (37회)
- 박윤식 : 집배원 역 (41회)
- 오기환 : 형사 역 (46회)
- 성현준 : 윤 사장 역 - 삼겹살집 사장 (50회)
- 임정옥 : 타로 고객 역 (51회)
- 배태영 : 보석 가게 직원 역 (56회)
- 장다교 : 고봉의 친구 역 (60회)
- 유제이 : 고봉의 친구 역 (60회)
- 김지연 : 고봉의 친구 역 (60회)
- 오영미 : 의사 역 (84회)
- 전은미 : 시식 코너 직원 역 (88회)
- 김현숙 : 커플 할머니 역 (92회)
- 김혜란 : 기자 역 (93회)
- 김태리 : 간호사 역 (104회)
- 박소유 : 판촉 사원 역 (109회)
- 한승현 : WL 그룹 경비 역 (117회)
- 조영미 : 후원회 직원 역 (120회)
- 류민정 : 보육원 동료 역 (120, 121회)
- 전정일 : 의사 역 (112회)

### 특별출연
- 이남희 : 하 대표 역 - 하 변호사의 아버지 (23회)
- 서혜진 : 하 변호사 역 - 지석의 맞선녀, 후배 (23회)
- 전일범 : 남배우 역 - 막장드라마 '아버지를 찾습니다' 아버지 역 (29회)
- 박시은 : 여배우 역 - 막장드라마 '아버지를 찾습니다' 딸 역 (29회)
- 이현승 : 기자 역 - MBS 뉴스 기자 (35회)
- 이재훈 : 카페 주인 역 - 커플 게임 사회자 (92회)
- 김현주 : 왕사모님 역 - 지나의 어머니 (105회)

## 시청률
최저 시청률과 최고 시청률은 시청률 조사회사와 지역별로 시청률에 차이가 있을 수 있습니다.
| 2017년  | 2017년    | 2017년         | 2017년       | 2017년         | 2017년       |
| 회차    | 방송일    | TNmS 시청률    | TNmS 시청률  | AGB 시청률     | AGB 시청률   |
| 회차    | 방송일    | 대한민국(전국) | 서울(수도권) | 대한민국(전국) | 서울(수도권) |
| ------- | --------- | -------------- | ------------ | -------------- | ------------ |
| 제1회   | 11월 27일 | 11.1%          | 9.8%         | 9.8%           | 9.2%         |
| 제2회   | 11월 28일 | 10.6%          | 8.1%         | 9.3%           | 8.8%         |
| 제3회   | 11월 29일 | 9.9%           | 7.8%         | 9.0%           | 8.3%         |
| 제4회   | 11월 30일 | 9.7%           | 7.6%         | 8.9%           | 8.3%         |
| 제5회   | 12월 1일  | 10.6%          | 8.8%         | 9.0%           | 8.3%         |
| 제6회   | 12월 4일  | 10.7%          | 8.0%         | 9.6%           | 9.5%         |
| 제7회   | 12월 5일  | 9.9%           | 7.8%         | 9.3%           | 8.8%         |
| 제8회   | 12월 6일  | 10.3%          | 8.8%         | 9.4%           | 9.0%         |
| 제9회   | 12월 7일  | 11.6%          | 10.1%        | 8.7%           | 8.8%         |
| 제10회  | 12월 8일  | 11.0%          | 8.7%         | 9.7%           | 9.5%         |
| 제11회  | 12월 11일 | 11.6%          | 9.3%         | 9.6%           | 9.3%         |
| 제12회  | 12월 12일 | 10.5%          | 7.9%         | 9.2%           | 9.2%         |
| 제13회  | 12월 13일 | 11.1%          | 8.4%         | 9.3%           | 8.6%         |
| 제14회  | 12월 14일 | 11.6%          | 9.6%         | 9.0%           | 8.5%         |
| 제15회  | 12월 15일 | 10.8%          | 8.8%         | 9.9%           | 10.2%        |
| 제16회  | 12월 18일 | 11.2%          | 8.2%         | 9.2%           | 8.7%         |
| 제17회  | 12월 19일 | 11.3%          | 8.9%         | 9.0%           | 8.3%         |
| 제18회  | 12월 20일 | 10.7%          | 8.4%         | 9.8%           | 9.5%         |
| 제19회  | 12월 21일 | 11.8%          | 9.0%         | 9.7%           | 9.5%         |
| 제20회  | 12월 22일 | 9.7%           | 6.8%         | 9.0%           | 8.5%         |
| 제21회  | 12월 25일 | 10.8%          | 8.2%         | 8.6%           | 7.9%         |
| 제22회  | 12월 26일 | 11.3%          | 8.7%         | 9.8%           | 9.3%         |
| 제23회  | 12월 27일 | 11.7%          | 8.6%         | 9.5%           | 9.0%         |
| 제24회  | 12월 28일 | 12.6%          | 9.5%         | 9.2%           | 8.6%         |
| 제25회  | 12월 29일 | 11.9%          | 8.6%         | 9.8%           | 9.5%         |
| 2018년  |           |                |              |                |              |
| 제26회  | 1월 1일   | 11.9%          | 8.5%         | 10.0%          | 8.7%         |
| 제27회  | 1월 2일   | 13.5%          | 10.7%        | 10.2%          | 9.4%         |
| 제28회  | 1월 3일   | 12.9%          | 10.1%        | 10.9%          | 11.0%        |
| 제29회  | 1월 4일   | 13.2%          | 10.6%        | 11.4%          | 10.8%        |
| 제30회  | 1월 5일   | 13.4%          | 11.1%        | 10.7%          | 10.4%        |
| 제31회  | 1월 8일   | 12.5%          | 9.7%         | 9.8%           | 9.1%         |
| 제32회  | 1월 9일   | 11.7%          | 8.9%         | 10.2%          | 9.4%         |
| 제33회  | 1월 10일  | 12.5%          | 9.9%         | 11.4%          | 10.8%        |
| 제34회  | 1월 11일  | 12.6%          | 10.0%        | 10.6%          | 9.9%         |
| 제35회  | 1월 12일  | 13.5%          | 10.9%        | 11.1%          | 10.5%        |
| 제36회  | 1월 15일  | 12.5%          | 9.6%         | 11.1%          | 10.2%        |
| 제37회  | 1월 16일  | 12.4%          | 10.0%        | 11.1%          | 10.8%        |
| 제38회  | 1월 17일  | 12.7%          | 10.1%        | 10.2%          | 9.7%         |
| 제39회  | 1월 18일  | 12.1%          | 9.5%         | 9.9%           | 9.3%         |
| 제40회  | 1월 19일  | 12.2%          | 9.6%         | 10.2%          | 9.7%         |
| 제41회  | 1월 22일  | 12.7%          | 10.0%        | 10.2%          | 9.5%         |
| 제42회  | 1월 23일  | 13.5%          | 10.7%        | 11.1%          | 10.3%        |
| 제43회  | 1월 24일  | 13.7%          | 11.4%        | 11.1%          | 10.8%        |
| 제44회  | 1월 25일  | 14.0%          | 11.5%        | 11.2%          | 10.7%        |
| 제45회  | 1월 26일  | 14.3%          | 11.8%        | 10.9%          | 10.4%        |
| 제46회  | 1월 29일  | 13.4%          | 10.9%        | 10.7%          | 9.2%         |
| 제47회  | 1월 30일  | 13.0%          | 10.6%        | 10.8%          | 10.4%        |
| 제48회  | 1월 31일  | 13.3%          | 11.4%        | 11.8%          | 10.9%        |
| 제49회  | 2월 1일   | 14.4%          | 11.7%        | 12.2%          | 11.5%        |
| 제50회  | 2월 2일   | 13.9%          | 11.1%        | 11.9%          | 11.2%        |
| 제51회  | 2월 5일   | 14.2%          | 11.4%        | 11.5%          | 10.7%        |
| 제52회  | 2월 6일   | 13.9%          | 11.1%        | 11.4%          | 10.6%        |
| 제53회  | 2월 7일   | 12.8%          | 9.7%         | 11.4%          | 11.4%        |
| 제54회  | 2월 8일   | 7.1%           | 4.8%         | 6.2%           | 5.9%         |
| 제55회  | 2월 9일   | 7.7%           | 5.1%         | 5.9%           | 6.0%         |
| 제56회  | 2월 26일  | 12.0%          | 8.9%         | 9.6%           | 9.6%         |
| 제57회  | 2월 27일  | 12.5%          | 9.7%         | 10.0%          | 10.2%        |
| 제58회  | 2월 28일  | 13.3%          | 10.7%        | 10.8%          | 10.2%        |
| 제59회  | 3월 1일   | 11.9%          | 8.8%         | 9.6%           | 8.5%         |
| 제60회  | 3월 2일   | 12.9%          | 10.1%        | 9.7%           | 8.9%         |
| 제61회  | 3월 5일   | 13.5%          | 10.7%        | 9.7%           | 7.9%         |
| 제62회  | 3월 6일   | 8.4%           | 5.9%         | 6.3%           | 5.8%         |
| 제63회  | 3월 7일   | 13.5%          | 11.0%        | 10.8%          | 10.3%        |
| 제64회  | 3월 8일   | 13.8%          | 11.3%        | 10.9%          | 10.1%        |
| 제65회  | 3월 9일   | 11.4%          | 8.2%         | 8.9%           | 8.7%         |
| 제66회  | 3월 12일  | 13.0%          | 10.4%        | 10.5%          | 9.9%         |
| 제67회  | 3월 13일  | 12.9%          | 10.3%        | 10.6%          | 10.1%        |
| 제68회  | 3월 14일  | 8.3%           | 5.8%         | 5.9%           | 5.5%         |
| 제69회  | 3월 15일  | 13.6%          | 11.0%        | 10.7%          | 10.1%        |
| 제70회  | 3월 16일  | 13.3%          | 10.9%        | 9.5%           | 9.1%         |
| 제71회  | 3월 19일  | 13.9%          | 11.2%        | 11.8%          | 11.1%        |
| 제72회  | 3월 20일  | 14.7%          | 12.2%        | 11.4%          | 10.9%        |
| 제73회  | 3월 21일  | 14.0%          | 11.3%        | 12.0%          | 10.1%        |
| 제74회  | 3월 22일  | 13.7%          | 10.9%        | 10.4%          | 9.6%         |
| 제75회  | 3월 23일  | 13.4%          | 10.6%        | 10.3%          | 9.5%         |
| 제76회  | 3월 26일  | 13.4%          | 10.5%        | 9.9%           | 9.1%         |
| 제77회  | 3월 27일  | 12.6%          | 9.4%         | 10.7%          | 10.6%        |
| 제78회  | 3월 28일  | 7.3%           | 4.7%         | 6.1%           | 6.5%         |
| 제79회  | 3월 29일  | 13.7%          | 11.4%        | 11.2%          | 10.9%        |
| 제80회  | 3월 30일  | 12.8%          | 10.2%        | 10.3%          | 9.9%         |
| 제81회  | 4월 2일   | 11.8%          | 9.1%         | 9.8%           | 9.2%         |
| 제82회  | 4월 3일   | 11.4%          | 8.6%         | 9.5%           | 8.7%         |
| 제83회  | 4월 4일   | 10.8%          | 7.7%         | 10.4%          | 9.4%         |
| 제84회  | 4월 6일   | 6.1%           | 4.0%         | 4.3%           | 4.2%         |
| 제85회  | 4월 9일   | 12.3%          | 9.8%         | 10.6%          | 10.1%        |
| 제86회  | 4월 10일  | 12.9%          | 10.5%        | 10.9%          | 10.6%        |
| 제87회  | 4월 11일  | 12.1%          | 9.4%         | 10.5%          | 9.9%         |
| 제88회  | 4월 12일  | 12.0%          | 8.6%         | 10.2%          | 9.8%         |
| 제89회  | 4월 13일  | 12.1%          | 9.0%         | 10.2%          | 10.1%        |
| 제90회  | 4월 16일  | 7.8%           | 5.6%         | 5.3%           | 5.1%         |
| 제91회  | 4월 17일  | 12.5%          | 9.8%         | 9.5%           | 8.7%         |
| 제92회  | 4월 18일  | 11.9%          | 9.2%         | 10.3%          | 9.7%         |
| 제93회  | 4월 19일  | 12.0%          | 9.3%         | 9.4%           | 8.2%         |
| 제94회  | 4월 20일  | 12.5%          | 9.9%         | 9.5%           | 8.8%         |
| 제95회  | 4월 23일  | 14.4%          | 11.8%        | 12.4%          | 11.7%        |
| 제96회  | 4월 24일  | 12.9%          | 10.4%        | 10.6%          | 9.5%         |
| 제97회  | 4월 25일  | 11.5%          | 8.2%         | 9.6%           | 9.0%         |
| 제98회  | 4월 26일  | 11.2%          | 7.8%         | 9.4%           | 8.7%         |
| 제99회  | 4월 30일  | 11.7%          | 8.4%         | 9.3%           | 8.3%         |
| 제100회 | 5월 1일   | 11.4%          | 8.0%         | 10.1%          | 9.2%         |
| 제101회 | 5월 2일   | 10.1%          | 6.9%         | 11.5%          | 11.3%        |
| 제102회 | 5월 3일   | 11.5%          | 8.1%         | 10.2%          | 9.6%         |
| 제103회 | 5월 4일   | 11.3%          | 7.9%         | 9.4%           | 9.0%         |
| 제104회 | 5월 7일   | 11.7%          | 8.4%         | 9.1%           | 8.8%         |
| 제105회 | 5월 8일   | 12.3%          | 9.6%         | 9.4%           | 8.7%         |
| 제106회 | 5월 9일   | 11.2%          | 7.8%         | 10.1%          | 9.7%         |
| 제107회 | 5월 10일  | 12.1%          | 9.3%         | 9.9%           | 9.4%         |
| 제108회 | 5월 11일  | 12.3%          | 9.5%         | 9.1%           | 8.7%         |
| 제109회 | 5월 14일  | 12.3%          | 9.6%         | 10.4%          | 9.8%         |
| 제110회 | 5월 15일  | 12.5%          | 10.2%        | 10.3%          | 10.1%        |
| 제111회 | 5월 16일  | 12.4%          | 9.7%         | 11.0%          | 10.3%        |
| 제112회 | 5월 17일  | 13.0%          | 10.9%        | 11.7%          | 11.7%        |
| 제113회 | 5월 18일  | 12.8%          | 10.7%        | 10.5%          | 9.5%         |
| 제114회 | 5월 21일  | 11.8%          | 8.5%         | 10.4%          | 9.8%         |
| 제115회 | 5월 22일  | 11.4%          | 8.1%         | 11.3%          | 11.0%        |
| 제116회 | 5월 23일  | 12.4%          | 10.2%        | 11.1%          | 10.9%        |
| 제117회 | 5월 24일  | 12.9%          | 10.6%        | 11.1%          | 10.8%        |
| 제118회 | 5월 25일  | 12.3%          | 9.7%         | 11.0%          | 10.4%        |
| 제119회 | 5월 28일  | 14.0%          | 11.3%        | 11.5%          | 10.8%        |
| 제120회 | 5월 29일  | 14.2%          | 11.8%        | 11.6%          | 11.2%        |
| 제121회 | 5월 30일  | 13.6%          | 10.9%        | 11.0%          | 10.4%        |
| 제122회 | 5월 31일  | 14.2%          | 12.0%        | 11.6%          | 11.4%        |
| 제123회 | 6월 1일   | 11.6%          | 8.4%         | 9.6%           | 9.5%         |

## 결방 사유 및 연장 및 편성 변경
- 2018년 2월 8일 ~ 2018년 2월 9일 : 2018년 동계 올림픽 중계방송으로 인해 저녁 6시 50분으로 편성 변경
- 2018년 2월 12일 ~ 2018년 2월 23일 : 2018년 동계 올림픽 중계방송으로 인해 결방.
- 2018년 3월 6일 : 특집 MBC 뉴스데스크 방송으로 인행 저녁 6시 55분으로 편성 변경
- 2018년 3월 9일 : 2018년 동계 패럴림픽 방송으로 인해 저녁 7시 10분으로 편성 변경
- 2018년 3월 14일 : 특집 MBC 뉴스데스크 방송으로 인해 저녁 6시 55분으로 편성 변경
- 2018년 3월 28일 : 특집 MBC 뉴스데스크 방송으로 인해 저녁 6시 55분으로 편성 변경
- 2018년 4월 5일 : 2018 남북 평화 협력 기원 평양공연 봄이 온다 방송으로 인해 결방.
- 2018년 4월 6일 : 특집 MBC 뉴스데스크 방송으로 인해 저녁 6시 50분으로 편성 변경
- 2018년 4월 16일 : 특집 MBC 뉴스데스크 방송으로 인해 저녁 6시 55분으로 편성 변경
- 2018년 4월 27일 : MBC 특별생방송 한반도의 봄, 평화의 길로 방송으로 인해 결방.
- 2018년 6월 1일 : 러시아 월드컵 출정식 경기 대한민국 : 보스니아 헤르체고비나 중계방송으로 인해 저녁 7시 10분으로 편성 변경
- 전생에 웬수들 방영 분량이 120부작에서 3회 연장되어 123부작으로 변경 및 확정되었다.

## 참고 사항
- 2018년 1월 5일, 방송사 관계자는 해당 드라마를 끝으로 일일연속극이 폐지된다고 밝혔다.[3] 그러나, 3월 19일 MBC는 "드라마 제작 편수 감소를 위해 여러 방안을 검토하였으나, 저녁 일일드라마는 유지하고 아침드라마 제작은 잠정 중단하기로 결정하였다"고 입장을 밝혔다.[4] 이에 아침드라마 《역류》의 후속작으로 편성되었던 《비밀과 거짓말》은 해당 작품 후속으로 편성이 변경되었다.
- 아침드라마의 폐지로 인해 2018년 4월 30일부터 6월 4일까지 해당 작품의 전일 방영분이 익일 아침 7시 50분에 재방송되었다.